# Isaak Abrabanel
Don Isaak ben Juda Abrabanel, auch Abravanel und Abarbanel (geb. 1437 in Lissabon; gest. 1508 in Venedig) war ein jüdischer Politiker und Finanzier im Dienste der Könige von Portugal und Kastilien, der Vizekönige von Neapel und der Dogen von Venedig. Er starb 1508 in Venedig und wurde in Padua beerdigt. Seine geistesgeschichtliche Bedeutung liegt in seiner Tätigkeit als Bibelkommentator und Philosoph.

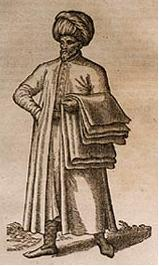
Juda Abrabanel

## Leben

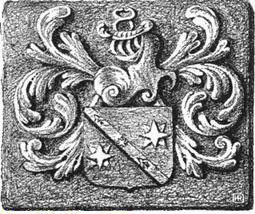
Wappen der Abravanel

Abrabanel entstammte einer vornehmen Familie aus Sevilla, die ihre Ursprünge bis auf den König David zurückführte und nach Legende nach Zerstörung des ersten Tempels nach Spanien eingewandert sei. Sein Großvater, Samuel Abrabanel, war unter König Johann I. Schatzmeister in Kastilien. Anlässlich der antijüdischen Pogrome von 1391 konvertierte er zum Christentum und nahm den Namen Juan Sánchez von Sevilla an. Er und seine Familie flohen schon bald darauf nach Portugal und kehrten zum Judentum zurück. Samuels Sohn Judah, der Vater von Isaak Abravanel und Großvater von Judah Abravanel (Leone Ebreo), Samuel Abravanel und dessen Gattin Benvenida Abravanel, war Vorsitzender der jüdischen Gemeinde Portugals und ein Finanzmann im Dienste Ferdinands I. und später des Herzogs von Bragança.
Wie sein Vater betätigte sich Isaak erfolgreich im Handel und in den Staatsfinanzen. Nach dem Tod seines Vaters übernahm er dessen Stelle als Schatzmeister am Hofe von Alfons V. Bereits in Lissabon startete er auch seine literarische Karriere. Isaak hatte eine weitreichende Ausbildung genossen und studierte neben den jüdischen Überlieferungen beim Rabbiner von Lissabon auch Portugiesisch, Kastilisch, Italienisch und Latein sowie die Werke von Platon und Aristoteles, was sein Verständnis für die Kultur der Renaissance öffnete. In Lissabon wurde sein Sohn Jehuda ben Isaak Abravanel geboren. Seine Karriere in Portugal als Schatzmeister des Königs Alfons V. endete unvermittelt nach dessen Tod im Jahre 1481.
Alfons' Nachfolger, Johann II., ging gegen die Herzöge von Bragança und Beja-Viseu, Cousins des Königs, als Anführer einer starken Adelsopposition vor. Beide wurden 1483 auf Befehl des Königs hingerichtet. In diesem Zusammenhang wurde auch gegen Isaak Abrabanel und andere dem Hause Bragança verbundene Personen Anklage wegen Hochverrats erhoben.
Abrabanel floh daher 1483 nach Kastilien und wurde im Mai 1485 in Abwesenheit zum Tode verurteilt. Er ließ sich in Alcalá de Henares nieder, wo er beim Kardinal Pedro González de Mendoza Steuereintreiber wurde. Sieben Jahre nach seiner Ankunft in Spanien hatte er bald eine ähnliche Position inne wie früher in Portugal, als Steuereintreiber der mächtigen Familie Mendoza und als Finanzberater der Katholischen Könige Isabella I. von Kastilien und Ferdinand II. von Aragón, deren Feldzug gegen die letzte maurische Stadt Granada er mit Darlehen massiv unterstützte.
Die Ausweisung sämtlicher Juden durch das Alhambra-Edikt, das am 31. März 1492 von den Katholischen Königen unterzeichnet wurde, kam für ihn überraschend. Vergebens hatte er zusammen mit Abraham Senior versucht, seine königlichen Auftraggeber von diesem Beschluss abzuhalten. Anders als Senior widerstand er den Bekehrungsversuchen der Könige und entschied sich zur erneuten Emigration. Von Valencia aus floh er mit seiner Familie nach Neapel.
Auch hier, im Dienste von Ferdinand I. und dessen Sohn Alfons II., erwies sich Abrabanel wiederum als erfolgreicher Geschäftsmann und konnte im Verlauf von zwei Jahren ein beträchtliches Vermögen erwerben. Daneben verblieb ihm auch Zeit für philosophische und theologische Beschäftigungen: Er verfasste zahlreiche Kommentare zum Pentateuch, zu den biblischen Propheten und zu Maimonides. Vor den anrückenden Soldaten des französischen Königs Karl VIII. folgte Abrabanel Alfons II. nach Sizilien. Nachdem Ferdinand I. Neapel zunächst zurückerobert hatte, gab Abrabanel seinen Plan auf, nach Konstantinopel zu fliehen, und kehrte von Korfu nach Monopoli zurück, einer kleinen Hafenstadt an der adriatischen Küste. Nachdem das Königreich Neapel schließlich in die Hände der Spanier gefallen war, zog Abrabanel 1503 nach Venedig, wo sein Sohn Joseph als Arzt tätig war. Durch die neuesten portugiesischen Entdeckungen wurde die führende Rolle von Venedig im Gewürzhandel in Frage gestellt, und Abrabanel bot dem Rat der Zehn an, mit den Portugiesen Verhandlungen aufzunehmen.

## Werke
In den sechziger Jahren des 15. Jahrhunderts begann Abrabanel seine Tätigkeit als Verfasser von philosophischen Werken und als biblischer Exeget: Er schrieb damals Zurot ha-Jesodot (Formen der Elemente) und Ateret Sekenim (Die Krone der Alten), welche sein gründliches Verständnis arabischer Philosophie und jüdischer Theologie zeigen. In Neapel verfasste er einen Kommentar zu den zwei Büchern der Könige sowie Zedek Olamim (Ewige Gerechtigkeit), über das Thema der göttlichen Vorsehung. In seinem Kommentar zu den Büchern der Könige deutete Abrabanel die nationale Einigung Spaniens als eine brutale Vereinnahmung auf Prinzipien des Christentums. In Korfu beendete er einen Kommentar zu Jesaja und einen Traktat über Glaubensbekenntnisse. In Monopoli schrieb er ein geschichtliches Werk Jemej Olam (Die Tage der Welt) sowie einen Kommentar zur Haggada von Pessach, drei Bücher von Bibelkommentaren unter dem Titel Migdol Jeschuot (Festung der Sicherheit) und Mif'alot Elohim (Taten Gottes), die sich mit der Schöpfung befassen. Seine Bibelkommentare behandeln sämtliche Bücher des Tanach mit Ausnahme der Hagiographen. Sein Kommentar zur Tora rekurriert zu großen Teilen auf die politischen Vorstellungen seiner Zeit. Nachdem 1505 drei seiner Werke in Konstantinopel gedruckt wurden, beendete er seine Kommentare zu den Büchern der Bibel und zu Maimonides; letzterer ist nur unvollständig erhalten geblieben.

## Textausgaben und Übersetzungen
- Isaac Abravanel: Letters. Edition, Translation and Introduction by Cedric Cohen Skalli. de Gruyter, Berlin u. a. 2007, (Studia Judaica. 40.) ISBN 978-3-11-019492-0
- Isaac Yishak Abravanel: Rosh Amanah. Sifriyati, Tel Aviv 1957/1958
- Isaac Abravanel: Principles of Faith (Rosh Amanah). Translated with an introduction and notes by Menachem Marc Kellner. Associated University Presses, London u. a. 1982. ISBN 0-8386-3080-4